# ATC kód R
ATC kód R je oddílem Anatomicko-terapeuticko-chemické klasifikace léčiv.
R. Dýchací ústrojí
- R01 - Nosní léčiva
- R02 - Krční léčiva
- R03 - Antiastmatika
- R05 - Léčiva při kašli a nachlazení
- R06 - Antihistaminika pro systémové užití
- R07 - Jiná léčiva respiračního systému